# Ilarie Mitrea
Bucur (Hilarius sau Ilarie) Mitrea (n. 1842, comuna Rășinari, județul Sibiu – d. 2 februarie 1904, Viena) a fost medic în armata colonială olandeză și naturalist român, explorator al Americii de Nord și Indoneziei.

## Date biografice
Bucur Mitrea s-a născut în anul 1842, în comuna Rășinari (județul Sibiu), fiind fiu de oieri, Bucur și Stanca (născută Blezu) proveniți din Țara Moților. La liceul romano-catolic din Sibiu, prenumele ortodox este latinizat în Hilarius. Studiază medicina la Cluj, obține doctoratul în medicină și chirurgie la Viena în anul 1864. În perioada martie - august 1865 călătorește în Germania, Franța și Australia ca medic chirurg pe vasul Peter Godefroy care făcea cursa Hamburg- Brisbane. Din acest motiv, poate fi considerat primul român care a călătorit în Australia. Ca ofițer medic al corpului expediționar austriac trimis în sprijinul lui Maximilian de Habsburg, împăratul Mexicului, călătorește în Mexic (iunie 1866 - aprilie 1867) împreună cu medicul Ioan Arsenie (1838-1883) de unde se întoarce cu medalie din partea împăratului Napoleon al III-lea pentru merite pe care nu le cunoaștem și apoi, după căderea acestuia, se înrolează din 1869 în armata colonială olandeză din Indiile Orientale Olandeze.
În perioada 1869-1894 Ilarie Mitrea se stabilește în Indiile Orientale Olandeze (Indonezia) ca „ofițer al sănătății” în cadrul armatei coloniale olandeze. Ia parte la principalele campanii ale acestei armate, între 1869-1872 îl găsim în Sumatra la Palembang și Padang, între 1872-1876 la Bandjermassin, Barabai și Moeara Teweh Kalimantan. Se căsătorește cu o malaieză localnică, Wattam Kadam, care i-a fost de un neprețuit ajutor, cu care a avut doi copii, Petru (n. 1875, Moeara Teweh - m. 1965, Ankara) și Maria (n. 1877, Anjer, Java - d. 1953, Sibiu). Pe baza actelor care au supraviețuit s-a putut reconstitui traseul său ca medic militar în diverse insule din Indonezia, urmând unitatea militară din care făcea parte. Paralel cu o prodigioasă activitate medicală, încă din 1870, Mitrea va începe să colecteze diverse animale din Insula Sumatra, insula Java și Insula Celebes (Sulawesi). Putem bănui că Mitrea a colectat piesele zoologice și etnografice în timpul permis de acțiunile militare ale armatei din care făcea parte. În cursul acestor călătorii studiază etnografia regiunilor unde ajunsese, colecționând obiecte casnice și de cult, podoabe, arme, țesături și împletituri care au îmbogățit muzeele din Viena (unde i-a fost determinat parțial materialul) și București. Colectează și clasează un număr mare de plante (nu s-au păstrat, sunt menționate doar de presa timpului) și animale (între ele specii rare de păsări și mamifere, cum este maimuța năsoasă) pe care în 1882 le oferă Muzeului național de Istorie naturală Grigore Antipa din București, unde o sală îi poartă numele. Face și o a doua donație în 1895, la pensionare  A fost răsplătit de olandezi cu două medalii pentru calitățile sale medicale și de regele Carol I cu două medalii „Coroana României” ca recunoștință pentru gestul său de mare donator Colecția zoologică cuprindea peste 1000  de exemplare de animale (insecte, moluște, crustacee, pești, amfibieni, reptile, păsări și mamifere). Datorită lipsei de spațiu, piesele au rămas în cea mai mare parte închise în lăzile în care fuseseră expediate, fiind scoase la lumina abia în 1894, când colecțiile i-au fost încredințate lui Grigore Antipa. Această colecție, din care se mai pastrează azi doar 715 de piese, este cea mai bogată și mai valoroasă donație primită de "Muzeul de Istorie Naturală "Grigore Antipa" din București" în cursul celor peste 175 de ani de existență.
Studiilor entomologice, ornitologice, floristice și etnografice i se adaugă simpatia cu care s-a apropiat de băștinași, ziarele timpului menționând compasiunea pentru indonezienii împotriva cărora luptau.
Întors în patrie după 25 de ani, se stabilește la Viena în (1894), verile și le petrecea însă la Rășinari, unde oferea consultații gratuite localnicilor. Din nefericire notele sale de călătorie (dacă au existat) s-au pierdut. Moare la Viena la 2 februarie 1904.